# اوریجن
اُریگِنِس، اُریژِن (به یونانی: Ὠριγένης) یا اوریگِنِس آدامانتیوس (پیرامون ۱۸۵–۲۵۴ میلادی) از دانشوران و الهیات‌شناسان آغازین مسیحی و جزو پدران بزرگ اولیه کلیسای مسیحی بود.
او از تبار مصری بود و در اسکندریه تدریس می‌کرد.

## زندگی‌نامه
اوریگِنِس در حدود سال ۱۸۵ در خانواده‌ای مسیحی در اسکندریه زاده شد. پدرش لئونیداس در سال ۲۰۲ کشته شد. اُریگِنِس نامه‌ای به پدرش نوشت و او را تشویق کرد تا استوار و ثابت‌قدم بماند؛ می‌گویند او خود نیز طالب شهادت بود و اگر مادرش لباس‌هایش را پنهان نمی‌کرد و او را در خانه نگه نمی‌داشت، اُریگِنِس نیز به شهادت می‌رسید. او زندگی خود را وقف زهد و تقوی و دانش‌پژوهی کرده بود. بنا بر روایات، او چنان وقف و سرسپرده بود که متی ۱۹:۱۲ را تحت‌الفظی درک و اجرا می‌کرد؛ اگرچه بعدها چنین چیزی را تکذیب کرد. او تمام عمر به کلیسای کاتولیک وفادار ماند، و دمتریوس اسقف اسکندریه، او را به ریاست مدرسهٔ علوم دینی منصوب کرد (مدرسه‌ای که در آن اشخاص برای تعمید آماده می‌شدند). اما پس از مدتی، با دمتریوس که به‌عنوان اسقف در پی اعمالِ نفوذ بیشتر بود، درافتاد و به قیصریهٔ فلسطین رفت، و به فعالیت ادامه داد و بسیار مورد احترام بود. در دوران جفای دسیان ۳ (۲۴۹ - ۲۵۱) اوریژن را به زندان انداختند و وحشیانه شکنجه کردند به این امید که ایمانش را انکار کند. اما او همچنان به ایمانش وفادار ماند و بالاخره از زندان آزاد شد، و پس از چند سال در اثر آسیب‌ها و جراحاتِ وارد آمده، درگذشت.

## تالیفات
اوریگنِس نویسنده‌ای پرکار بود اما بسیاری از آثار او از بین رفته‌است. بیشتر آثار موجود از او به‌شکل ترجمه به‌دست ما رسیده‌است که گاه به‌منظور نزدیک کردن‌شان به راست‌دینی، جرح و تعدیلاتی نیز در آن‌ها وارد کرده‌اند.
آثار اصلی او را می‌توان به چهار گروه عمده تقسیم کرد:
1. «آثار مربوط به کتاب مقدس» اوریژن نسخه‌ای کامل از عهدِعتیق آماده ساخت که در ستون‌های موازی نوشته شده بود، شامل متن عبری، متن عبری با حروف یونانی و چهار ترجمهٔ یونانی از متن عبری. همچنین تفاسیر بسیاری نوشت چون «شرح و بسط تحقیقی»، «موعظه‌های عملی و بناکننده»، و «توضیحاتی بر متون خاصی از کتاب مقدس.»
2. «اصول اولیه» نخستین تلاشی است که در کلیسای اولیه برای خلق الهیاتی نظام‌مند به‌عمل آمده‌است. این اثر به چهار قسمت تقسیم می‌شود که عبارتند از: در مورد خدا، جهان، آزادی و کتب‌مقدسه.
3. «علیه سلسوس» پاسخ اوریگنِس است به کتاب «کلام حقیقیِ» سلسوس که اثری شدیداً ضد مسیحی است و در اواخر دههٔ هفدهم میلادی نوشته شده‌است.
4. «آثار عملی» کتب «دعا» و «اندرزهایی در مورد شهادت» است.

## اعتقادات اوریژن
اوریگنِس با فلسفهٔ یونان کاملاً آشنا بود. او نزد فلاسفهٔ برجستهٔ غیرمسیحی مکتب دیده بود. برخی بر این باورند که او نزد آمونیوس ساکاس، بنیان‌گذار فلسفهٔ نوافلاطونی تعلیم دیده بود اما در این مورد شک و تردید وجود دارد. در بررسی آثار ژوستین، کلمنت و اوریگنِس تناقضی عجیب می‌بینیم. از یک‌سو عنادورزی و خصومت‌شان با فلسفه شدت می‌یابد و از دیگر سو جذابیتِ ایده‌های فلسفی در آثارشان بالا می‌رود؛ مخصوصاً آثار اوریگنِس که عمیقاً فلسفی است و راست‌دینیِ تفکراتش حتی امروز نیز مورد بحث است. در قرن چهارم جنبشی نیرومند و ضد اوریژنی به‌وجود آمد، و شورای کنستانتینوپل در قرن ششم او را به‌عنوان بدعت‌کار محکوم کرد. اما او را همچنان در میان پدرانِ الهیاتِ یونان بانفوذترین می‌شمارند.
اوریگنِس هدفی نداشت جز اینکه مسیحیِ راست‌دینِ وفاداری باشد. بخش عمده‌ای از آثار او در مورد شرح و بررسی کتاب‌مقدس است اما همین‌جا نیز مشکلاتی اساسی دیده می‌شود. اوریگنِس می‌پنداشت که بدون تمثیل نمی‌توان کتاب مقدس را به‌درستی درک کرد. به زعم او بخش‌هایی از عهدِعتیق اگر تحت‌الفظی در نظر گرفته شوند، غیرقابل فهم و مایهٔ لغزش‌اند. این قسمت‌ها در کتاب‌مقدس وجود دارند تا ما نیاز به یافتن معنایی پنهان و عمیق‌تر را احساس کنیم. استفاده از تمثیل درک این معانی پنهان را ممکن می‌سازد. اوریگنِس خودْ مبدع روش تمثیلی نبود بلکه یونانیان اول‌بار این روش را به‌کار بستند تا از افسانه‌های زشت و زننده دربارهٔ سوءاستفاده‌گری‌های خدایان یونان مطالبی بناکننده استخراج کنند. فیلو فیلسوف یهودی، در قرن اول میلاد این روش را در مورد عهدِعتیق به‌کار بست؛ هدف او هم‌راستا کردنِ عهدِعتیق با تفکر یونانی بود. اوریگنِس نیز روشی مشابه در پیش گرفت. او با استفاده از روش تمثیلی، جایی که درک متن غیرقابل پذیرش به‌نظر می‌رسید معنای تحت‌اللفظی آن را نادیده می‌گرفت و کتاب‌مقدس را هماهنگ با تفکر یونانی تفسیر می‌کرد. البته این هدف واقعی و «آگاهانهٔ» اوریگنِس نبود. او بر این باور بود که صرفاً در پی کشف معنای حقیقی و معقول متن است. در مورد صحتِ برخی ندانم‌کاری‌های او گفتهٔ معروفی از قرن چهارم وجود دارد که می‌گوید: «فرهنگ یونانی او را کور کرده.» مخالفی بت‌پرست، او را متهم می‌کند که «ایده‌های افلاطونی را در قالب اساطیر بیگانه بیان می‌کند.» مثل اینکه بگوییم فلسفهٔ افلاطونی را در کتاب‌مقدس می‌جوید.
اوریگنِس تفکر خود را بر سنت رسولان پایه می‌ریزد و آن را ملاک راست‌دینی می‌داند. رسولان آموزه‌های مشخصی را با عباراتی قابل فهم برای ایمانداران بیان داشتند. او این این آموزه‌ها را فهرست می‌کند، که باید به‌عنوان بنیانِ الهیات پذیرفته شوند. اما به‌نظر او یک مسیحی روحانی و اندیشمند می‌تواند فراسوی این آموزه‌ها برود تا آنجا که ماحصل تفکراتش با این آموزه‌ها متضاد نشود. این برخوردِ پذیرا نسبت به اندیشه‌پردازی، میراث دیدگاه کلمنت است، اگرچه در تقابل شدید با دیدگاه‌های آیرنیوس و ترتولیان قرار می‌گیرد. همچون کلمنت، بنیانِ اندیشه‌پردازیِ اوریژن مسیحیت است اما یافته‌ها و دستاوردهای او کاملاً گرایش یونانی دارد، و این به‌روشنی در آموزهٔ او در مورد نجات دیده می‌شود. او شرح می‌دهد که چگونه عیسای مسیح برای گناهان ما بر صلیب جان سپرد و ما را از شیطان بازخرید. اما این تعلیم برای عوام است یعنی آنانکه بیش از این نمی‌توانند درک کنند. اما آنچه اوریگِوس بدان علاقه‌مند است جای دیگری نهفته. از نظر او جوهر نجات، شبیه خدا شدن است، یعنی باید با ژرف‌اندیشی و تعمق در خدا، شبیه او (خداگونه) شد. روح آدمی باید از جهان در حال تغییر به‌سوی قلمروِ هستیِ لایتغیر تعالی یابد. کلمهٔ خدا ظاهر شد تا چنین امری را ممکن سازد. مسیحیِ عالِم با ژرف‌اندیشی و تعمق در مورد عیسای مسیح فراسوی وجود خاکیِ او به‌سوی کلمهٔ جاودان می‌رود و به نجات و رستگاری نائل می‌شود.
چنین درکی از آموزهٔ نجات، کاملاً یونانی است و بیشتر با گنوستیسیسم وجه مشترک دارد تا با مسیحیتِ کتاب مقدسی.
چنین به‌نظر می‌رسد که قبل از هرچیز ابتدا باید قانونی خطاناپذیر در مورد پرسش‌های بنیادین وضع کرد و سپس به تفحصِ مسائل دیگر پرداخت … تعلیم کلیسا از زمان رسولان به‌شکل منظمی به جانشینان‌شان انتقال یافته و تا امروز در کلیساها برجا مانده‌است. فقط تعلیمی باید حقیقی انگاشته شود که با سنت کلیسا و رسولان کاملاً هم‌خوان و موافق باشد. رسولان مقدس، هنگامی که ایمان به مسیح را وعظ می‌کردند، موضوعات خاصی را برگزیدند که باور داشتند برای هر کَس ضروری است، و این نکات را به روشن‌ترین شکل بیان کردند. آنان این مبانی را حتی به کسانی که عاجز از تحقیق و بررسیِ علم الهی می‌نمودند، تعلیم دادند؛ و از خود کسانی را برجای گذاشتند که شایستهٔ دریافت عطایای برتر بودند تا صِحَت و سقم بیانات رسولان را محک بزنند … آموزه‌هایی که به‌وضوح در تعالیم رسولان آمده: نخست اینکه یک خدا وجود دارد … پس اینکه عیسای مسیح پیش از همهٔ آفریدگان از پدر مولود شده … دیگر اینکه روح‌القدس در شأن و منزلت با پدر و پسر شراکت دارد … به‌علاوه، موضوع تعالیم رسولان همچنین مشتمل بر این است که روح آدمی … پس از جدا شدنش از این جهان، و بر اساس اعمال او داوری می‌شود … در مورد شیطان و فرشتگانش و قدرت‌هایِ روحانیِ مخاصم، کلیسا تعلیم می‌دهد که این موجودات حقیقتاً وجود دارند … همچنین کلیسا تعلیم می‌دهد که دنیا در زمانی معین آفریده و به‌خاطر شرارتش نابود خواهد شد … و بالاخره اینکه کتاب‌مقدس توسط روح خدا نگاشته شده‌است و این کتب نه تنها معنایی آشکار بلکه معنای دیگری نیز دارند که از دیدگان بسیاری مکتوم می‌ماند.
اصول اولیه، کتاب اول، مقدمه ۲–۸
همان‌گونه که شریعت سایه چیزهای نیکو بود که باید می‌آمد … انجیل نیز، که برای همگان قابل درک است، سایه‌ای از رموز مسیح را تعلیم می‌دهد … پولس نمی‌توانست بدون ختنه کردن تیموتائوس۱ برای یهودیان مفید واقع شود … به همین شکل کسی که نفع و خیریت بسیاری را مد نظر دارد، نمی‌تواند صرفاً بر اساس مسیحیتِ نهانی عمل کند. مسیحیت نهانی نمی‌تواند او را قادر سازد به پیروان مسیحیتِ مبتنی بر آدابِ ظاهری را یاری کند یا آنان را به‌سوی امور عالی‌تر و برتر رهنمون شود. ما باید مسیحیانی جسمانی و روحانی باشیم: آنجا که انجیلی جسمانی مورد نیاز است، ما باید به آنانکه جسمانی‌اند، عیسای مسیح را موعظه کنیم، آن هم مصلوب. اما در مورد آنانکه در روح کامل‌اند و ثمر می‌آورند و مشتاق حکمت آسمانی‌اند، موضوع فرق می‌کند. باید این گرون را یاری کنیم تا شریک کلمهٔ الهی شوند که پس از جسم گرفتن، به مقامی عروج کرد که از ابتدا نزد خدا داشت. تفسیر بر انجیل یوحنا ۱:۹
تنش میان آرای راست‌دینانه و بدعت‌کارانهٔ اوریگنِس در آموزهٔ او در مورد تثلیث به‌روشنی مشهود است. او شدیداً مخالف مونارشیانیسم (که می‌گفت خدای پدر همان خدای پسر است) و هر دیدگاه دیگری است که تثلیث ازلی خدا را به‌شکلی نادیده می‌گیرد. او بر این باور است که پدر، پسر و روح‌القدس سه اقنوم یا سه وجود ازلی‌اند. این خصوصیت خدا، یعنی تثلیث، نه طرح و ایده‌ای افزوده بر اصل، بلکه بخشی از طبیعت ازلی او است. اما اینکه اقنوم دوم تثلیث را «پسر» می‌نامیم، چنین به ذهن تداعی می‌کند که «پسر» در مقطعی از زمان «زاده» یا «مولود» یا «خلق» شده باشد. اوریگنِس در مقابل بر این باور است که پسر از ازل توسط پدر مولود شده‌است که خود حاکی از رابطه یا فرایندی است ازلی. این امر واقعه‌ای نیست که یک‌بار، و حتی یک‌ازل پیش رخ داده باشد، بلکه واقعه‌ای است که از ازل همواره در حال رخ دادن است.
تا اینجا اوریگنِس در چهارچوب راست‌دینی قرار دارد. اما آن روی سکه را نیز باید دید. اوریگنِس آموزهٔ تثلیث را تعلیم می‌دهد اما تثلیثی که سلسله مراتبی است. خدای پدر بزرگ‌تر از خدای پسر، و خدای پسر نیز بزرگ‌تر از روح‌القدس است؛ و خدای پدر است که خدای حقیقی است. خدای پسر همانند خدای پدر است اما در مرتبه‌ای پایین‌تر. پس اگر پدر خدا است پسر را نیز می‌توان خدا خواند. بدین‌سان تثلیثی که او تعلیم می‌دهد سلسله مراتبی است و خدا در آن با سه رتبه وجود دارد. یک قرن بعد آریوس این دیدگاه را بسط داد و نتیجه گرفت که تنها خدای پدر خدای واقعی است و پسر و روح‌القدس مخلوق‌اند.
اوریگنِس آموزهٔ تولید ازلی را مطرح کرد که آموزه‌ای راست‌دینانه می‌نمود. او این موضوع را به‌روش فلسفی بحث می‌کرد: اگر به‌وجود آمدن پسر ازلی نباشد این امر بدین معنی است که پدر قبل از این واقعه قادر به مولود ساختن پسر نبوده، یا راغب به چنین کاری نبوده‌است. هیچ‌یک از این شقوق در شأن خدا نیست بنابراین مولود ساختن پسر باید ازلی باشد. اما اوریگنِس از همین استدلال سود می‌جوید تا ثابت کند که جهان نیز ازلی است. او بر این باور بود که نه تنها لوگوس کلمه یا خِرَد (Logos) بلکه همهٔ موجودات عقلانی (Logikoi) نیز ازلی‌اند. اما در لحظه‌ای از تأمل و تفحص در خدا غفلت ورزیدند و مطابق درجهٔ سقوط‌شان، فرشته، روح شریر یا انسان شدند. جهان مادی خلق شد تا مسکن این سقوط‌کردگان شود (ثابت کردن اینکه باب‌های ۱–۳ کتاب پیدایش با این دیدگاه سازگار است که «جهان پس از سقوط خلق شده‌است» تمثیل‌های بسیار می‌طلبد!). فرایند نجات و رستگاری نقطهٔ مقابل سقوط است و با تأمل و تفحصِ موجودات عقلانی در خدا مُحَقَق می‌شود.
درک کامل آموزهٔ اوریگنِس در مورد تثلیث بدون توجه به دیدگاه او در مورد موجودات عقلانی ممکن نیست. از نظر او چهار مرتبه از «هستی» وجود دارد که به ترتیب عبارتند از مرتبهٔ هستیِ پدر، پسر، روح‌القدس و موجودات عقلانی. هر مرتبهٔ هستی در هستیِ مرتبه بالاتر از خود سهیم است. بدین‌سان پسر در الوهیت پدر سهیم است و ما نیز با سهیم شدن در هستیِ پسر به الوهیت می‌رسیم (در این روند روح‌القدس در عمل نادیده گرفته می‌شود). بین خدا و خلقتش در هیچ مرحله‌ای جداییِ بنیادین وجود ندارد بلکه در مقابل، سرایتِ الوهیت از خدا به همهٔ مخلوقات را شاهدیم. نظام فکری اوریگنِس عناصر بسیاری را از نگرش ناستیکی به عاریت گرفته‌است، و در واقع ناستیک‌ها پیش از او به فکر ایدهٔ مولود شدن ازلی پسر خدا افتاده بودند.
آیا اوریگنِس یک بدعت‌کار بود؟ آیا نظام الهیاتی او صرفاً همان فلسفهٔ افلاطونی برای عوام است؟ بحث و مناظره در مورد این موضوعات ادامه دارد. اما دو نکته را می‌توان به صراحت بیان کرد: نخست، جای شک نیست که اوریگنِس اشتیاقی سوزان نسبت به راست‌دینی داشت، و بر راست‌دین بودنِ خود نیز اذعان می‌نمود، و نیز اینکه عمیقاً و با تمام وجود خود را وقف و سرسپردهٔ مسیح و خدمت به او کرده بود. از طرف دیگر الهیاتِ او عمیقاً تحت تأثیر فلسفهٔ افلاطونی بود، و این تأثیر مثل شکر پاشیده بر کیک یا کشمش‌های درون آن نیست که بتوان جدای‌شان کرد. در واقع این تأثیر مثل وانیلی است که با کیک مخلوط شده و از آن جدایی‌ناپذیر است.
[اوریجن Origen موعظه می‌کرد که آمرزیدگان چرخان به بهشت می‌روند.